# Angelo Bergamonti
Angelo Bergamonti (Gussola, 18 marzo 1939 – Riccione, 4 aprile 1971) è stato un pilota motociclistico italiano.

## Carriera

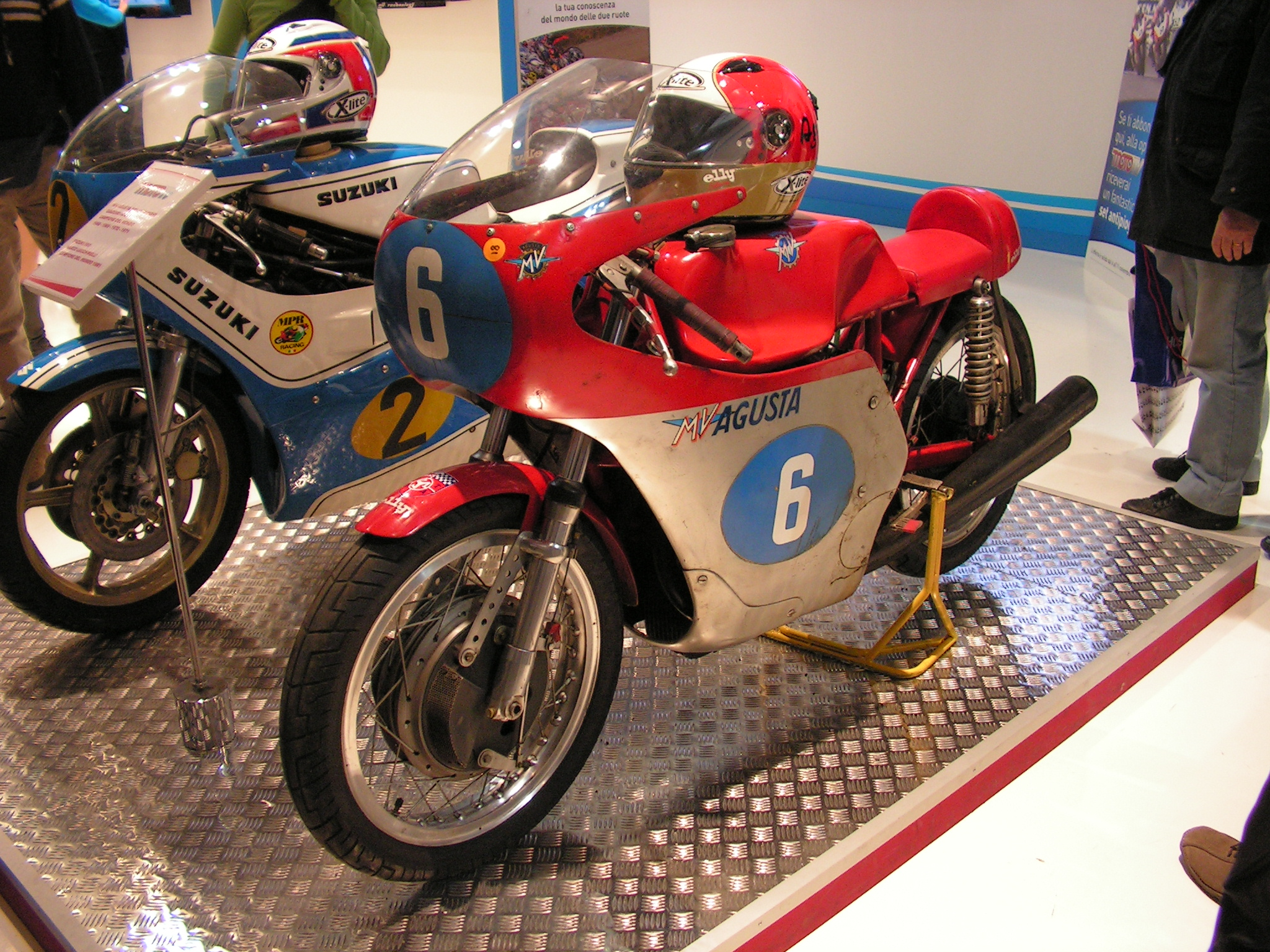
La MV Agusta 350 di Angelo Bergamonti

La sua carriera nel motociclismo ha compreso varie vittorie, non solo nelle gare in circuito ma anche in cronoscalate (vinse due titoli italiani), utilizzando modelli di motociclette di varie case, in particolare Moto Morini, Aermacchi, Paton, LinTo e MV Agusta. Proprio di quest'ultima casa era stato ingaggiato quale collaudatore per lo sviluppo del prototipo "350 sei cilindri" e pilota ufficiale al fianco di Giacomo Agostini, nel motomondiale 1970. In quella stagione Bergamonti raccolse i successi più importanti, conquistando 2 vittorie in occasione del Gran Premio motociclistico di Spagna, nella Classe 350 e nella Classe 500.
La sua prima presenza nelle classifiche iridate del motomondiale risale al 1967 con un terzo posto in occasione del GP delle Nazioni in sella ad una Paton nella classe 500. Tra l'altro lo stesso identico risultato si è ripetuto anche l'anno seguente.
Oltre ai successi nel campionato mondiale, degni di nota sono stati i titoli ottenuti nel campionato italiano Seniores in 3 occasioni, in Classe 125, 250 e 500 due nel 1967 e uno nel 1970.
Scomparve sul circuito di Riccione, durante una gara della Temporada Romagnola caratterizzata da una forte pioggia, nella quale contendeva la vittoria a Giacomo Agostini, entrambi in sella ad una MV Agusta.
La morte di Bergamonti nell'incidente alla Temporada Romagnola dell'aprile 1971 segnò anche la fine in Italia delle competizioni su strade normalmente aperte al traffico. 
Ad Angelo Bergamonti è intitolato il Cremona Circuit di San Martino del Lago.

## Risultati nel motomondiale

### Classe 125
| 1970 | Classe | Moto      |   |     |   |   |   |   |   |   |   |    |   |   |  | Punti | Pos. |
| ---- | ------ | --------- | - | --- | - | - | - | - | - | - | - | -- | - | - |  | ----- | ---- |
| 1970 | 125    | Aermacchi | - | Rit | 3 | - | - | - | - | - | - | NE | - | - |  | 10    | 17º  |

| Legenda | 1º posto        | 2º posto            | 3º posto            | A punti      | Senza punti        | Grassetto – Pole position Corsivo – Giro più veloce |
| Legenda | Gara non valida | Non qual./Non part. | Ritirato/Non class. | Squalificato | '-' Dato non disp. | Grassetto – Pole position Corsivo – Giro più veloce |

### Classe 250
| 1966 | Classe | Moto  |   |   |   |    |   |   |   |   |   |   |   |   |  | Punti | Pos. |
| ---- | ------ | ----- | - | - | - | -- | - | - | - | - | - | - | - | - |  | ----- | ---- |
| 1966 | 250    | Paton | - | - | - | 14 | - | - | - | - | - | - | - | - |  | 0     |      |

| 1968 | Classe | Moto              |   |    |   |   |    |   |   |   |   |   |  |  |  | Punti | Pos. |
| ---- | ------ | ----------------- | - | -- | - | - | -- | - | - | - | - | - |  |  |  | ----- | ---- |
| 1968 | 250    | Aermacchi e Paton | - | 10 | - | - | 13 | - | - | - | - | - |  |  |  | 0     |      |

| 1969 | Classe | Moto      |   |   |   |   |   |   |   |   |   |   |   |   |  | Punti | Pos. |
| ---- | ------ | --------- | - | - | - | - | - | - | - | - | - | - | - | - |  | ----- | ---- |
| 1969 | 250    | Aermacchi | - | 6 | 5 | - | - | - | - | - | - | - | - | - |  | 11    | 18º  |

| 1970 | Classe | Moto      |   |   |   |   |   |   |   |   |   |   |   |   |  | Punti | Pos. |
| ---- | ------ | --------- | - | - | - | - | - | - | - | - | - | - | - | - |  | ----- | ---- |
| 1970 | 250    | Aermacchi | - | 5 | - | - | - | - | - | - | - | - | - | - |  | 6     | 28º  |

| Legenda | 1º posto        | 2º posto            | 3º posto            | A punti      | Senza punti        | Grassetto – Pole position Corsivo – Giro più veloce |
| Legenda | Gara non valida | Non qual./Non part. | Ritirato/Non class. | Squalificato | '-' Dato non disp. | Grassetto – Pole position Corsivo – Giro più veloce |

### Classe 350
| 1970 | Classe | Moto      |   |    |   |   |   |    |   |   |   |   |   |   |  | Punti | Pos. |
| ---- | ------ | --------- | - | -- | - | - | - | -- | - | - | - | - | - | - |  | ----- | ---- |
| 1970 | 350    | MV Agusta | - | NE | - | - | - | NE | - | - | - | - | 2 | 1 |  | 27    | 7º   |

| Legenda | 1º posto        | 2º posto            | 3º posto            | A punti      | Senza punti        | Grassetto – Pole position Corsivo – Giro più veloce |
| Legenda | Gara non valida | Non qual./Non part. | Ritirato/Non class. | Squalificato | '-' Dato non disp. | Grassetto – Pole position Corsivo – Giro più veloce |

### Classe 500
| 1967 | Classe | Moto  |    |  |    |     |    |  |  |  |  |  |   |  |    | Punti | Pos. |
| ---- | ------ | ----- | -- |  | -- | --- | -- |  |  |  |  |  | - |  | -- | ----- | ---- |
| 1967 | 500    | Paton | NE |  | NE | Rit | 11 |  |  |  |  |  | 3 |  | NE | 4     | 11º  |

| 1968 | Classe | Moto  |     |   |     |     |     |  |  |  |  |   |  |  |  | Punti | Pos. |
| ---- | ------ | ----- | --- | - | --- | --- | --- |  |  |  |  | - |  |  |  | ----- | ---- |
| 1968 | 500    | Paton | Rit | 4 | Rit | Rit | Rit |  |  |  |  | 3 |  |  |  | 7     | 10º  |

| 1969 | Classe | Moto  |   |     |     |     |  |     |  |     |  |  |  |  |  | Punti | Pos. |
| ---- | ------ | ----- | - | --- | --- | --- |  | --- |  | --- |  |  |  |  |  | ----- | ---- |
| 1969 | 500    | Paton | 2 | Rit | Rit | Rit |  | Rit |  | Rit |  |  |  |  |  | 12    | 18º  |

| 1970 | Classe | Moto              |  |   |   |  |   |  |  |    |  |  |   |   |  | Punti | Pos. |
| ---- | ------ | ----------------- |  | - | - |  | - |  |  | -- |  |  | - | - |  | ----- | ---- |
| 1970 | 500    | LinTo e MV Agusta |  | 4 | 2 |  | 2 |  |  | NE |  |  | 2 | 1 |  | 59    | 3º   |

| Legenda | 1º posto        | 2º posto            | 3º posto            | A punti      | Senza punti        | Grassetto – Pole position Corsivo – Giro più veloce |
| Legenda | Gara non valida | Non qual./Non part. | Ritirato/Non class. | Squalificato | '-' Dato non disp. | Grassetto – Pole position Corsivo – Giro più veloce |